# 인천광역시교직원수련원
인천광역시교직원수련원(仁川廣域市敎職員修鍊院, Incheon School Personnel Training Center)은 인천광역시교육청 소속 교직원의 복지증진과 심신수련을 위하여 인천광역시교육청 산하에 설치된 직속기관이다.
관장은 지방서기관이나 지방기술서기관으로 보한다.

## 연혁
- 2005년 5월 26일: 설치

## 조직
원장
- 관리과